# Ouchebti

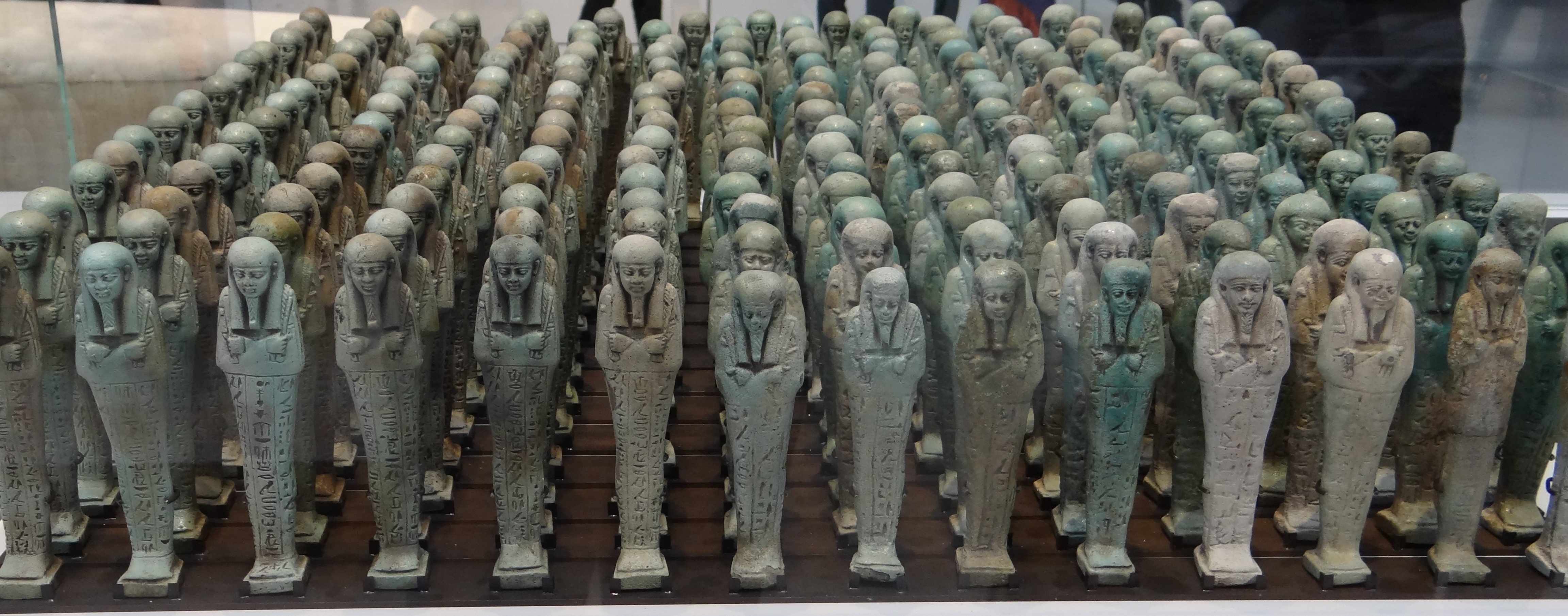
Troupe d'ouchebtis de Memphis au nom de Néferibrêheb. Louvre-Lens dans la Galerie du temps

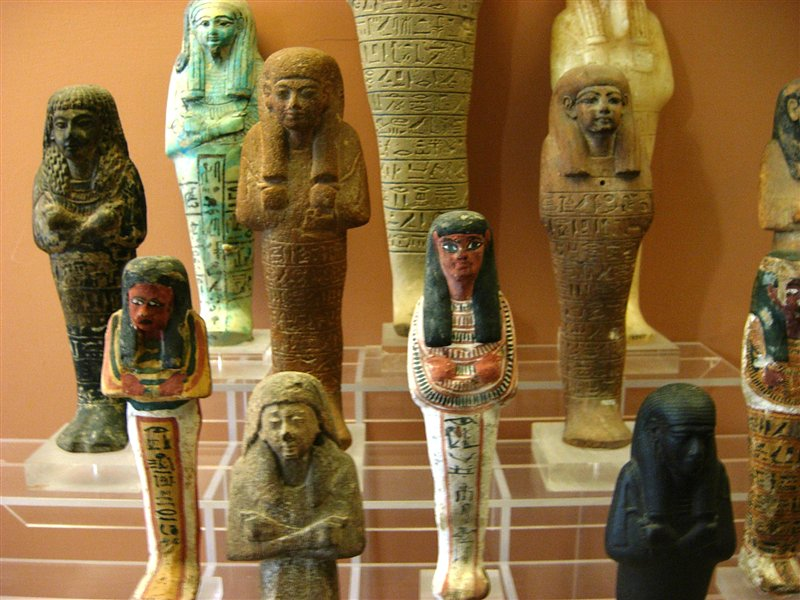
Ouchebtis au Musée égyptien du Vatican

Les ouchebtis ou chaouabtis sont des statuettes funéraires qui forment une partie importante du mobilier funéraire de l'Égypte antique.
Jusqu'à 1000 avant notre ère, ils étaient appelés chaouabtis (ou « chabtis ») « qui est en bois », du nom (šwb ou šwȝb) du persea dont ils étaient faits. Ensuite le grand prêtre d'Amon Pinedjem II instaura le jeu de mots « ouchebti », de wšb « répondre » signifiant « celui qui répond ».
Ils ont remplacé le sacrifice de serviteurs qui n'a existé que pendant la Ire dynastie, avant de diminuer lentement et de disparaître.

## Description
Ces statuettes représentent les serviteurs funéraires qui devaient répondre à l’appel d’Osiris et remplacer le mort dans les travaux des champs de l’au-delà.
Suivant le statut social du défunt, les statuettes funéraires sont en terre cuite, en pierre, en bronze, en bois ou en terre émaillée, verte ou bleue et représentent le défunt, soit en position osiriaque (momiforme), soit vêtu du vêtement qu'il portait dans la vie de tous les jours. Elles sont souvent munies d'instruments aratoires pour travailler la terre.
Les statuettes funéraires étaient placées dans la tombe en grand nombre (il y en avait normalement une pour chaque jour de l'année). On en a retrouvé quatre cent treize dans le tombeau de Toutânkhamon.
La collection du Louvre, avec plus de 4 200 statuettes funéraires, représente environ dix pourcents des antiquités égyptiennes conservées au Musée du Louvre.

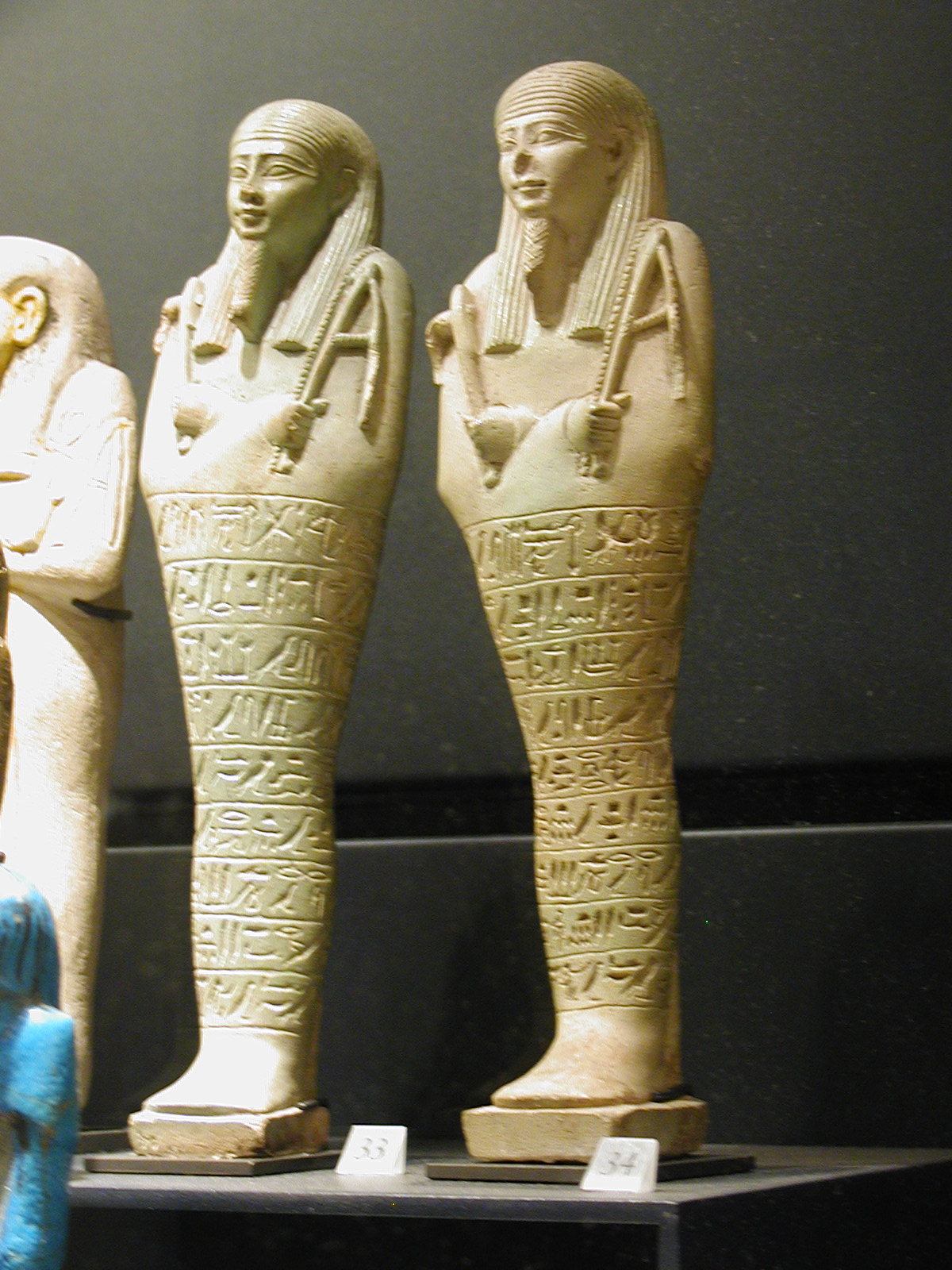
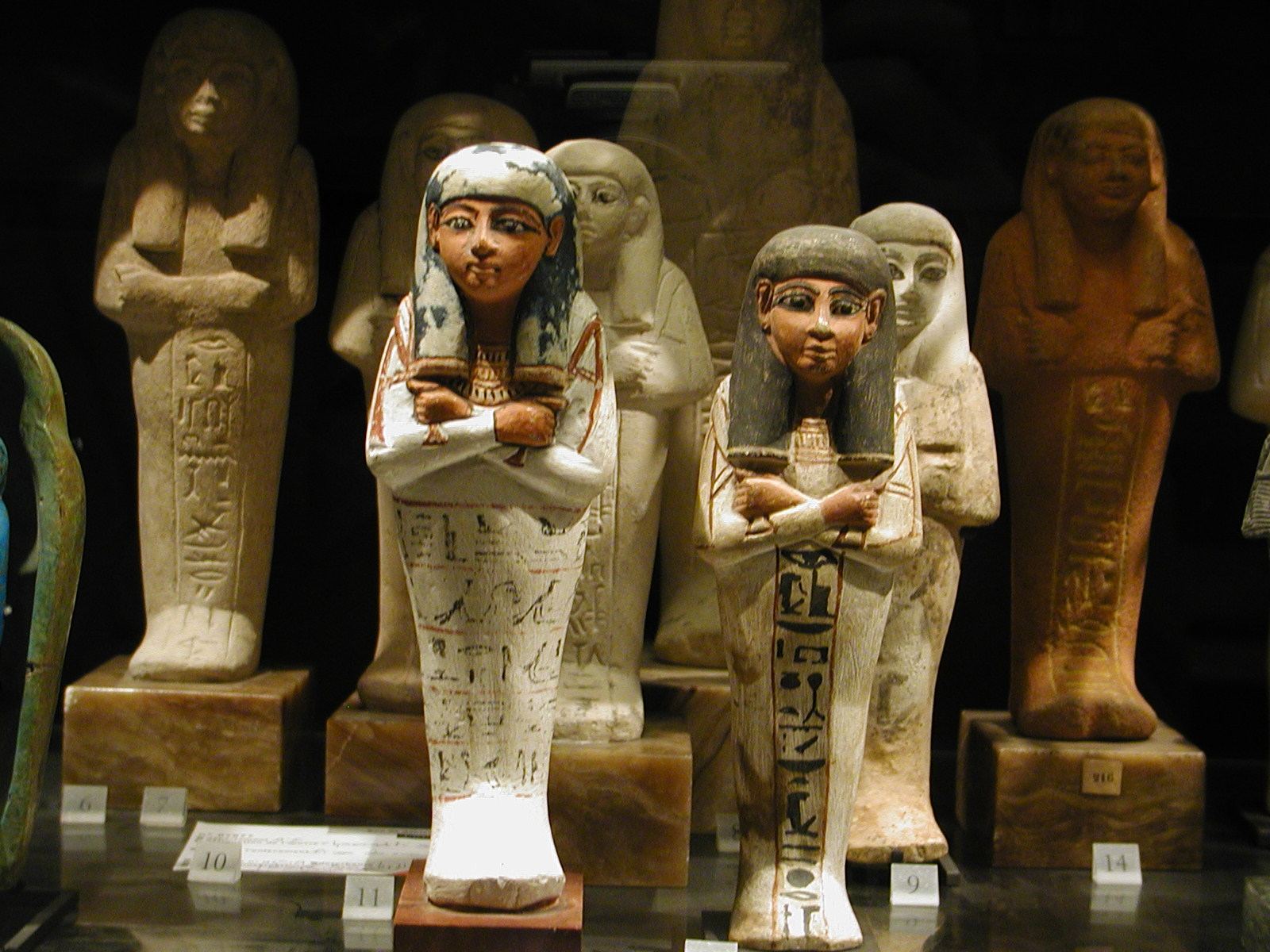
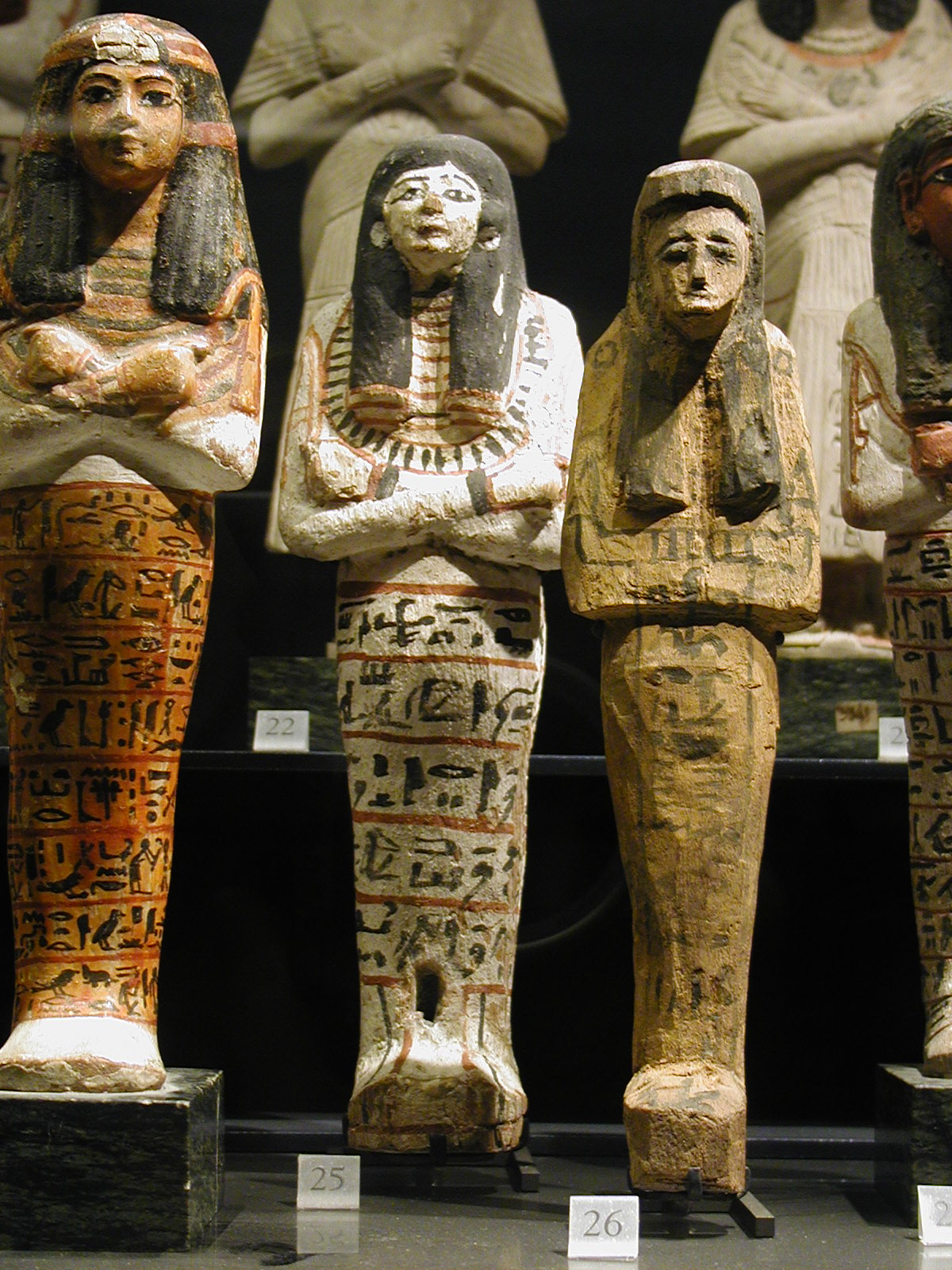
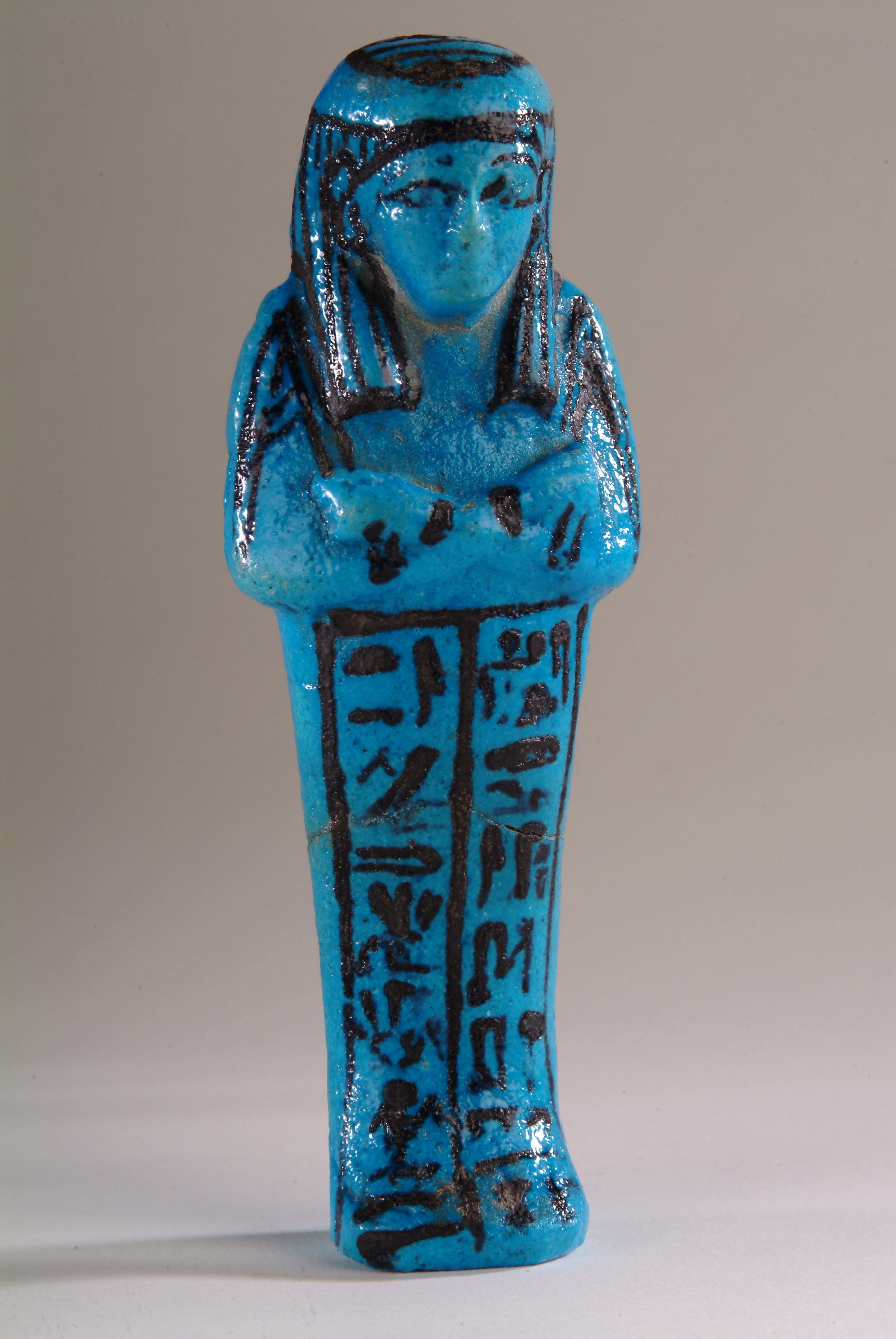

## Histoire de l'utilisation
Mentionnées pour la première fois dans la formule 472 des Textes sur les cercueils, les ouchebtis étaient inclus dans le mobilier funéraire des défunts sous forme de petites figurines depuis le règne de Montouhotep II de la XIe dynastie. Certains pensent qu'à l'origine, ils auraient symboliquement remplacé les sépultures sacrificielles humaines, appelées sacrifices de maintien, théorie quelque peu improbable puisque des siècles se sont écoulés entre les dernières sépultures sacrificielles connues et l'apparition des ouchebtis. Ils se distinguaient généralement des autres statuettes par l'inscription du nom du défunt, de ses titres, et souvent de la formule 472 des Textes des cercueils ou du discours de la figure de l'ouchebti figurant au chapitre six du Livre des morts.
À la XVIIIe dynastie, sous le règne d'Akhenaton, les figurines portaient une offrande adressée au disque solaire Aton, plutôt que le discours traditionnel de la figure de l'ouchebti. L'ouchebti était censé s'animer magiquement après le jugement des morts et travailler pour le défunt en tant qu'ouvrier de remplacement dans les champs d'Osiris. À partir du Nouvel Empire, il est souvent appelé « serviteur ».

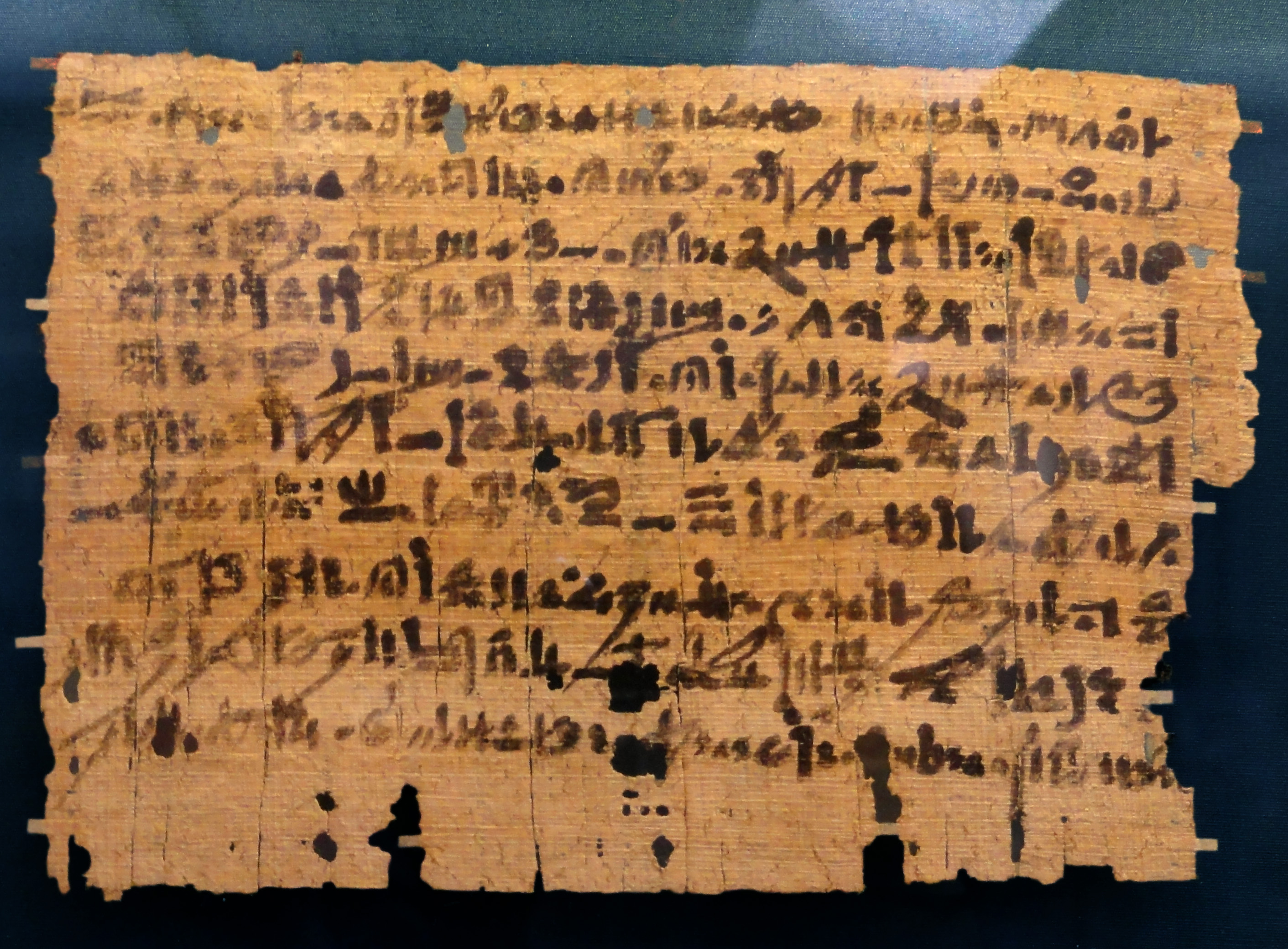
Reçu pour 401 ouchebtis produit par Padikhonsou.

À partir de la XXIe dynastie, les ouchebtis sont devenus courants et nombreux dans les tombes. Dans certaines tombes, le sol était recouvert d'un grand nombre de figurines d'ouchebtis ; dans d'autres, les ouchebtis étaient soigneusement rangés dans des boîtes. Parfois, plusieurs centaines d'ouchebtis étaient placés dans la tombe du défunt, mais les pharaons avaient beaucoup plus de ces serviteurs que les roturiers, comme le roi Taharqa qui en avait plus d'un millier. Certaines tombes contenaient des ouchebtis surveillants, qui étaient responsables de groupes de dix ouchebtis chacun (dix étant une division administrative courante, par exemple dans les armées). Ces surveillants se sont raréfiés au cours de la Basse Époque.
La tombe de Toutânkhamon contenait un grand nombre d'ouchebtis de tailles diverses, la plupart ornés de hiéroglyphes. Ils étaient divisés en groupes : certains honoraient les dieux osiriformes et étaient recouverts d'or, d'autres étaient plus simples, en bois ou en faïence.